# Jean Marie Antoine Griolet
Jean Marie Antoine Griolet (* 5. September 1763 in Nîmes; † 2. März 1806 in Genua) war ein französischer Jurist, Botaniker und Schriftsteller.

## Leben
Jean Marie Antoine Griolet war ein ausgebildeter Jurist und Rat des Gerichtshofs von Nîmes, ging aber bald zur Verwaltung über. Die Französische Revolution von 1789 förderte anfangs seinen Aufstieg; er musste aber bald seine hohen Ämter aufgeben und sein bedrohtes Leben durch Flucht retten. Als die Schreckenszeit vorüber war, kehrte er wieder nach Frankreich zurück. Er war aber missmutig über den Verlust vieler Freunde, die hingerichtet worden waren, sowie die Zustände in der Hauptstadt. So  nahm er seinen früheren Posten nicht mehr ein, sondern wandte sich nach Genua, um hier unter neuen Freunden und in einer glücklichen kaufmännischen Laufbahn, die er nun einschlug, die Unabhängigkeit und Ruhe zu finden, die Paris ihm nicht zu gewähren vermocht hatte. Die literarische Tätigkeit wurde dabei nicht vernachlässigt. Als Genua mit Frankreich vereinigt wurde, stand er an der Spitze der Handelskammer von Genua und tat viel, um den Übergang unter die neue Herrschaft zu erleichtern. Das Vertrauen, das er bei Lebrun genoss, der die Vereinigung durchführen sollte, trug wesentlich dazu bei. Griolet starb am 2. März 1806 im Alter von 42 Jahren eines frühzeitigen Todes. In Genua wurde sein Ableben sehr bedauert; die Handelskammer ließ in ihrem Sitzungssaal seine Büste aufstellen.
Griolet schrieb u. a. Discours sur l’influence de Boileau (1787). Diese Schrift war von der Akademie zu Nîmes schon früher mit einem Preis gekrönt worden. Ferner verfasste er Sur les fonctions des adjoints dans la nouvelle procédure criminelle, lettre à un notable adjoint (1789). Dieses Werk war zwar eine Gelegenheitsschrift, aber nach dem Urteil französischer Kritiker doch gehaltvoll. Die frühesten Arbeiten Griolets waren eigentlich auf die Abfassung einer philosophischen Grammatik gerichtet, sie wurden aber trotz viel gesammelten Materials nicht vollendet.
Eine etwas größere Bedeutung erlangte Griolet auf einem Gebiet, das mit seinen sonstigen Studien in keiner Beziehung stand, nämlich auf dem Gebiet der Botanik. Fleißige Studien machten ihn mit der Flora von Genua bald ausnehmend bekannt, so dass er eine Florule de Gênes hinterlassen konnte, die fundiert war. Auf seinen Exkursionen hat er vier neue, bis dahin unbekannte Pflanzen entdeckt: Genista genuensis, Ophrys speculum, Serapias tribola und eine Carex-Art, die Botaniker nach ihm als Carex Grioletii benannten.